# Girlfriend of Steel
Neon Genesis Evangelion: Girlfriend of Steel (яп. 新世紀エヴァンゲリオン鋼鉄のガールフレンド 'Shinseiki Evangerion: Kōtetsu no Gārufurendo'), также известная как Neon Genesis Evangelion: Iron Maiden, — игра по мотивам аниме-сериала «Neon Genesis Evangelion», в которой игрок играет за Синдзи Икари. Игра в основном представляет собой набор роликов, в паузах между которыми можно выбрать один из возможных вариантов дальнейших действий Синдзи. Хотя существуют некоторые моменты, не предполагающие, что выбор игрока приведёт к очередному ролику (например, можно погулять по Геофронту), на развитие сюжета они не оказывают никакого влияния.

## Сюжет
В окрестностях Токио-3 появляется существо непонятной природы (позднее становится известно, что это боевой робот, который, однако, не располагает AT-полем). Одновременно с этим в школу Синдзи переводится новая ученица Мана Кирисима, явно неравнодушная к Синдзи и Евангелионам. Аска подозревает, что Мана — шпион.
Существует 3 вида окончаний игры: Мана-эндинг, Аска-эндинг и окончание без фокуса на каком-либо персонаже. Также есть четвёртое окончание специально для PS2.

## Персонажи
Так как сюжет игры вплетён в пустоты повествования оригинального аниме-сериала — в игре задействовано большинство оригинальных персонажей сериала. Собственно, мир «Евангелиона» дополняется всего несколькими новыми персонажами.

Мана Кирисима (яп. 霧島マナ Кирисима Мана) — новая ученица в школе Синдзи. Активно старается завоевать сердце Синдзи и столь же активно интересуется Геофронтом и Евангелионами, в том числе упрашивая Синдзи провести её в Геофронт. С Синдзи ведёт себя достаточно вольно, например, не стесняясь, подглядывает за тем, как Синдзи переодевается, попутно произнося комплименты в адрес его внешности, а на возмущения Синдзи отвечает, что он неравнодушен к комплиментам и круто смотрится в костюме пилота. Изначально она была пилотом одного из боевых роботов, разрабатываемых в режиме секретности для войны, которая должна была начаться через шесть лет, и гордилась этим. На той работе её друзьями были два других пилота — Кейта и Мусаси. Однако она быстро заработала повреждения внутренних органов и позднее вместе со своими друзьями мечтала, что однажды они удерут с помощью роботов, которых пилотируют. В школу к Синдзи она переводится как шпион, чья цель — наблюдать за Синдзи и узнать как можно больше о устройстве Евангелионов. Однако влюблена в Синдзи по-настоящему. Позднее она дезертирует со своей работы. Любит горы. В конце игры, дабы спасти её от преследования её прежних работодателей, на которых она шпионила, Рёдзи Кадзи инсценирует её смерть, и она покидает Токио-3. В игре её озвучивает Мэгуми Хаясибара.
Кэита (яп. ケイタ Кэита) пилот, как и Мана. В своё время пытался убежать от пилотирования роботов, но так как это угрожало секретности проекта, его силой вернули обратно. Это привело к насмешкам среди других пилотов, и даже защита Мусаси и Маны не помогала. Угнанный им робот потерял равновесие и разбился, а сам он попал в больницу, под наблюдение Nerv.
Мусаси (яп. ムサシ Мусаси) пилот второго робота, появившегося в окрестностях Токио-3. Ближе к концу игры он дал Мане возможность спастись в спасательной капсуле своего робота, однако и он сам, и его робот были уничтожены N² бомбой.

## Восприятие
Girlfriend of Steel получила награду «Лучший интерактивный софт» 1997 года фестиваля Animation Kobe. Версия игры для PlayStation Portable была продана в количестве 4 603 экземпляров за неделю после её выпуска.